# Penny Healey
Pour les articles homonymes, voir Healey.
Penny Healey (née le 7 mars 2005 à Telford) est une archère britannique. Son arme est l’arc classique.

## Biographie
Penny Healey est originaire de Telford. En 2012, fan du film Rebelle, elle se met au tir à l'arc au club de Newport ; elle pratique aussi l'équitation. Elle a un compte Tiktok actif où elle publie surtout des chorégraphies filmées avec ses coéquipières. Pendant la pandémie de COVID-19, son beau-père adopte des émeus.
Fin 2022, à la coupe du monde du tir à l'arc à Antalya, elle remporte avec Bryony Pitman et Jaspreet Sagoo le classement par équipe féminin, à l'âge de 16 ans,. Elle arrive neuvième des championnats d'Europe puis quatrième à la coupe du monde à Paris. Au cours de l'hiver, elle bat le record du monde junior du 15 mètres. Elle commence 2023 en étant quinzième du classement mondial.
Penny Healey prend la tête du classement mondial début 2023 après une victoire 6-2 en coupe du monde à Antalya contre l'Espagnole Elia Canales. 
Elle perd sa grand-mère fin juin 2023 ; quelques jours plus tard, elle remporte un doublé aux Jeux européens, se qualifiant pour les épreuves de tir à l'arc aux Jeux olympiques d'été de 2024. Elle bat son propre record national senior, ainsi que le record européen junior ; elle bat aussi avec Monty Orton le record d'Europe du double mixte junior. Elle est cependant repassée à la deuxième place mondiale derrière sa coéquipière Bryony Pitman.